# Provincia Capitán Prat
Provincia Capitán Prat är en provins i Chile.   Den ligger i regionen Región de Aisén, i den södra delen av landet, 1 600 km söder om huvudstaden Santiago de Chile. Antalet invånare är 4 003. Arean är 37 044 kvadratkilometer.
Terrängen i Provincia Capitán Prat är bergig åt sydost, men åt nordväst är den kuperad.
Provincia Capitán Prat delas in i:
- Cochrane
- O Higgins
- Tortel